# (4316) Babinkova
(4316) Babinkova (1979 TZ1) – planetoida z grupy pasa głównego asteroid okrążająca Słońce w ciągu 4,94 lat w średniej odległości 2,9 j.a. Odkryta 14 października 1979 roku.